# 施利尔
施利尔是德国巴登-符腾堡州的一个市镇。总面积32.58平方公里，总人口3730人，其中男性1849人，女性1881人（2011年12月31日），人口密度114人/平方公里。